# 扎吉里亞 (若夫克瓦區)
50°12′44″N 23°40′31″E / 50.21222°N 23.67528°E
扎吉里亞（烏克蘭語：Загір'я），是烏克蘭西部的村莊，隸屬利維夫州的利維夫區。該村面積0.2平方公里，海拔高度252米，2001年人口77，人口密度每平方公里390.86人。